# Paranarsia
Paranarsia é um gênero de traça pertencente à família Agonoxenidae.